# Barrett M90
Barrett M90 — американская крупнокалиберная снайперская винтовка, созданная по схеме булл-пап в 1990 году компанией Barrett Firearms. Винтовка была разработана под патрон 12,7x99 мм НАТО (в США известный как .50 BMG). Перезарядка вручную, затвор поворотный продольно скользящий, ствол имеет дульный тормоз, имеются складные сошки, ствольная коробка состоит из разъёмных верхней и нижней частей. Питание осуществляется от 5-патронных магазинов. Прицелов нет, но есть планка Пикатинни, позволяющая устанавливать оптические прицелы. Производство велось до 1995 года, когда была разработана новая винтовка Barrett M95, отличающаяся изменённой конструкцией УСМ и передвинутой на 25 мм вперёд пистолетной рукояткой.

## Разработка
Винтовка Barrett M90 — это снайперское оружие, действующее по принципу скользящего затвора и предусматривающее ручную перезарядку. Производством винтовки занималась компания «Barrett Firearms» с 1990 по 1995 годы. Это дальнейшее развитие самозарядной винтовки Barrett M82A1, отличающееся компоновкой по схеме булл-пап (благодаря этому она более компактная и лёгкая). Оружие было специально создано для нужд военных и гражданских лиц, искавших удобную винтовку под патрон 50-го калибра. Помимо наличия дульного тормоза, устанавливаемого на все крупнокалиберные винтовки, винтовка отличается также наличием планки Пикатинни (крепления для установки любого оптического прицела) вместо традиционного механического прицела или другого открытого прицельного приспособления.
Длина ствола винтовки точно такая же, как у M82A1, однако сам ствол жестко закреплен (в отличие от M82, где ствол имеет короткий ход). Запирание ствола осуществляется на три боевых упора. Дульный тормоз двухкамерный, как у предшественника Barrett M82A1 и будущего преемника Barrett M95. Он перенаправляет пороховые газы, снижая отдачу и не позволяя стволу подскочить во время быстрой стрельбы, хотя сама возможность быстрой стрельбы весьма ограничена. Вследствие этого винтовку иногда относят к ручным снайперским артиллерийским орудиям.
Винтовка изготавливается из штампованной стали, что снижает массу оружия и повышает его надёжность, уменьшает общее число деталей, необходимых для полноценного функционирования оружия, и упрощает сборку-разборку оружия. Ствольная коробка состоит из двух разъёмных частей, верхней и нижней (они соединены поперечными штифтами). Верхняя соединена со стволом и планкой, нижняя — с рукоятью и УСМ. Магазин находится в прикладе оружия: он меньше по размеру и вмещает в себя только пять патронов. Приклад с магазином и затыльником расположен прямо за ударно-спусковым механизмом и повышает стабильность при стрельбе. Сошка — складная, также повышает точность и стабильность винтовки и снижает отдачу. Традиционный оптический прицел — Leupold M с 10-кратным увеличением. Оружие оснащено пистолетной рукояткой со спусковым крючком.
Производство винтовки осуществлялось с 1990 по 1995 годы. В 1995 году её заменила новая винтовка Barrett M95, разработанная после серии технологических новинок, внедрённых в оружие компании «Barrett Firearms». Она принята на вооружение во многих странах мира и является более эффективной, чем M90: перемещена вперёд пистолетная рукоятка, что сыграло положительную роль в процессе установки магазина и извлечения патронов; появился хромированный ствол; был улучшен ударно-спусковой механизм. Тем не менее, Barrett M90 всё ещё остаётся популярной на рынке оружия и продаётся как в обычных магазинах оружия, так и заказывается через Интернет.

## Применение
Barrett M90 является винтовкой, из которой нельзя вести огонь с плеча. Для подготовки к стрельбе необходимо предварительно выдвинуть сошки и установить на твёрдую поверхность для ведения стрельбы. Оружие необходимо проверить тщательно на малейшие неисправности, которые могут привести к неточной стрельбе. Поскольку автоматика основана на скользящем затворе, обычно возможные неисправности сводятся к заклиниванию патрона или проблемам с его экстракцией. После установки винтовки на огневой позиции в винтовку вставляется магазин на 5 патронов, и винтовка готова к стрельбе. Стрелок держит цевьё винтовки для предотвращения опрокидывания оружия. Дизайн винтовки позволяет даже не прижиматься плечом к оружию. Отдача снижается за счёт дульного тормоза и сошек.
Винтовка использовалась повстанцами Временной ИРА. Считается, что из этих винтовок были убиты несколько британских солдат в Южном Арма с 1990 по 1997 годы. Также она использовалась на различных спортивных соревнованиях по стрельбе среди гражданских лиц.